# 1991年欧洲超级杯
1991年欧洲超级杯由曼联对阵贝尔格莱德红星，最终曼联以总比分1-0夺冠。